# 진잠향교 대성전
진잠향교 대성전(鎭岑鄕校 大成殿)는 대전광역시 유성구 교촌동 진잠향교에 있는 건축물이다. 1989년 3월 18일 대전광역시의 문화재자료 제6호로 지정되었다.

## 개요
향교는 공자와 여러 성현께 제사를 지내고 지방민의 교육과 교화를 위해 나라에서 세운 국립교육기관이다.
진잠향교는 조선 태종 5년(1405)에 처음 지은 뒤 여러 차례 고쳐 세웠다고 전한다.
현재 이곳에는 대성전과 명륜당 동재와 서재 등의 건물이 있다. 대성전은 앞면 3칸·옆면 2칸 규모로, 지붕은 옆면에서 볼 때 사람 인(人)자 모양인 맞배지붕이다. 이곳에는 공자를 비롯하여 중국과 우리 나라 성현들의 위패를 모시고 있다.
조선시대에는 나라에서 토지와 노비·책 등을 지원받아 학생을 가르쳤으나, 지금은 교육 기능은 없어지고 제사 기능만 남아 있습니다
진잠향교는 조선초기에 처음 지어진 후 몇 차례 고쳐 지어 오늘에 이른다. 낮은 야산을 배경으로 정면에 유생들의 교육 장소인 명륜당이 있고, 그 좌우측에 공부하는 유생들이 묵었던 동·서재가 있다. 명륜당 뒤 사괴석 담장으로 둘러 쌓인 내삼문을 들어서면, 중국의 5성 6현과 한국의 18현 위패를 모시고 봄과 가을에 제향하는 대성전이 있다. 향교 입구에 있는 흥학루는 외삼문의 중앙칸을 누 형식으로 만든 것이 독특하다.

## 참고 자료
- 진잠향교대성전 - 국가유산청 국가유산포털